# 2018 XW2
2018 XW2 est un petit astéroïde Aton, actuellement quasi-satellite de la Terre.